# Мура-Міке
Мура-Міке (рум. Mura Mică) — село у повіті Муреш в Румунії. Входить до складу комуни Горнешть.
Село розташоване на відстані 266 км на північ від Бухареста, 19 км на північний схід від Тиргу-Муреша, 89 км на схід від Клуж-Напоки, 128 км на північний захід від Брашова.

## Населення
За даними перепису населення 2002 року у селі проживали 60 осіб.
Національний склад населення села:
| Національність | Кількість осіб | Відсоток |
| -------------- | -------------- | -------- |
| румуни         | 46             | 76,7%    |
| угорці         | 14             | 23,3%    |

Рідною мовою назвали:
| Мова      | Кількість осіб | Відсоток |
| --------- | -------------- | -------- |
| румунська | 46             | 76,7%    |
| угорська  | 14             | 23,3%    |